# オルバヨ・アデフェミ
オルバヨ・アデフェミ（Olubayo Adefemi, 1985年8月13日 - 2011年4月18日）は、ナイジェリア連邦共和国ラゴス出身の元サッカー選手。ポジションはディフェンダー およびミッドフィールダー 。

## 生涯
アデフェミはベニンシティ所在のサッカークラブ、ベンデル・インシュランスFC (Bendel Insurance F.C.) でキャリアをスタートさせた。2002年ミャンマーへ渡り、デルタ・ユナイテッドFCに入団。2004年までプレーした。
2004年から2008年までの4年間は、ハポエル・エルサレムFC (Hapoel Jerusalem F.C.)・ハポエル・テルアビブFC (Hapoel Tel Aviv F.C.)・ハコアー・アミダル・ラマト・ガンFC (Hakoah Amidar Ramat Gan F.C.)・ハポレル・ブネイ・ロッドFC (Hapoel Bnei Lod F.C.) の計4クラブに、1シーズンずつ所属した。
2008年、アデフェミはルーマニア・ラピド・ブカレストに入団し、翌2009年1月にはオーストリア・ブンデスリーガに属するSCラインドルフ・アルタッハに移籍した。
2009年6月26日、アデフェミはリーグ・アンに昇格したばかりのUSブローニュと3年間の契約をしたが、翌2010年7月、ブローニュの降格に伴い、ギリシャ・スーパーリーグ所属のシュコダ・クサンティFCに移籍した。
2011年4月18日、交通事故により死去した。25歳没。